# Magnolia lasia
Magnolia lasia là một loài thực vật có hoa trong họ Magnoliaceae. Loài này được Noot. mô tả khoa học đầu tiên năm 1987.